# Tōru Furuya
Tōru Furuya (古谷 徹 Furuya Tōru?,  Yokohama, Prefectura de Kanagawa, 31 de julio de 1953) es un actor de voz y narrador japonés. De niño, fue miembro de Himawari Theatre Group, una compañía de teatro especializada en actores jóvenes. Actualmente está afiliado a Aoni Production. Ha sido acusado de mantener una relación ilícita con una fan cuarenta años más joven que el actor y de cometer Abuso sexual.
Furuya es conocido por sus papeles de Amuro Ray en Mobile Suit Gundam, Hyūma Hoshi en Kyojin no Hoshi, Seiya de Pegaso en Saint Seiya, Yamcha en la franquicia de Dragon Ball, Kyosuke Kasuga en Kimagure Orange Road, Mamoru Chiba/Tuxedo Mask en Sailor Moon, Sabo en One Piece y Rei Furuya en Detective Conan. Furuya considera estos roles como los más importantes de su carrera. También prestó su voz a Mario en varios animes y comerciales, comenzando con la película de Super Mario Bros.: Peach-Hime Kyushutsu Dai Sakusen! (1986).
También utilizó el pseudónimo de Noboru Sōgetsu (蒼月 昇 Sōgetsu Noboru?) para el casting de Mobile Suit Gundam 00 cuando interpretó al personaje de Ribbons Almark (aunque usó su nombre real para la voz del narrador) y a Zen Kirishima en Sekaiichi Hatsukoi. La voz del narrador y de Ribbons Almark fueron las primeras voces que Furuya interpretó en una serie Gundam fuera de la línea cronológica de Universal Century. El actor de voz Shūichi Ikeda también hizo lo propio al darle la voz a Gilbert Durandal en Gundam Seed Destiny. Él fue un amigo cercano del difunto seiyū Hirotaka Suzuoki. También es la voz de doblaje oficial más conocida del actor de películas de acción de Hong Kong, Yuen Biao.
El 2 de enero de 2017, Tsukino-Con anunció que aparecería como invitado actor en Tsukino-Con 2017

## Carrera
Nacido en la ciudad de Yokohama, en la Prefectura de Kanagawa, Furuya se unió a la compañía de teatro Himawari Theatre Group cuando tenía 5 años de edad. Su madre, que lo había visto cantar y bailar junto a la radio, aspiraba a ser locutora y cantante, confió su sueño a su hijo, diciendo: "Tal vez él sea apto para actuar". Después de esto, Ingresó a la Compañía de Teatro Infantil Mitsuba.
Dice que su debut como actor infantil fue en un programa de televisión de drama bélico. No recuerda mucho al respecto, pero su madre, que solo estaba allí para acompañarlo, también apareció en el papel de tirada en el suelo después de ser atacada por un ataque aéreo. En cierto sentido, fue un sueño hecho realidad para su madre, ya que ella apareció como madre e hijo.
Cuando era actor infantil, apareció en dramas de efectos especiales como Ultra Q (episodio 13, "Garadama" y Ambassador Magma), dijo que estaba feliz de poder aparecer en el drama su de héroe favorito.
Debutó como seiyū a la edad de 10 años en la película Rōma ni Saita Koi. Su apodo en la escuela primaria era "Furuchin". Después de asistir a la escuela primaria Kanto Gakuin Mutsuura, asistió a la escuela secundaria Kanto Gakuin Mutsuura, y en 1966, cuando era estudiante de primer año de secundaria, audicionó para el papel de Kid en el anime "El Príncipe Pirata" e hizo su primera aparición en un anime. En 1968, cuando estaba en el tercer año de la escuela secundaria, interpretó el papel de Hyūma Hoshi en el anime Kyojin no Hoshi. También apareció regularmente en dramas extranjeros durante casi seis años. Incluso después de hacer su debut como actor de doblaje, continuó haciendo apariciones como actor infantil en películas como la película de 1967 "Zoku Dokohe", protagonizada por Yuzo Kayama.
Cuando estaba en tercer año de secundaria después de la transmisión de Kyojin no Hoshi, se detuvo y pensó: "Era hora de los exámenes de ingreso", y hasta entonces había estado caminando sobre rieles. expuesto por sus padres, pero pensó: "¿Es realmente cierto que soy?", se preguntó. Después de ver precedentes de que sus mayores no hacían la transición de actores infantiles a actores, gradualmente quiso alejarse y mirar el mundo del entretenimiento, por lo que dejó la compañía de teatro Himawari Theatre Group y se tomó un descanso del trabajo por un tiempo para priorizar sus estudios. Sin embargo, no era un actor de doblaje habitual y sólo trabajaba de forma irregular como actor de doblaje. De la escuela secundaria Kanto Gakuin Mutsuura, ingresó al Departamento de Comercio de la Facultad de Economía de la Universidad Meiji Gakuin y, al graduarse, pensó: "¿Qué debo hacer por el resto de mi vida?" Quiero volver a actuar como profesional". En 1974, se unió a la Cooperativa de Consumidores de Actores de Tokio. En 1975, retomó su carrera con el papel de Hiroshi Shiba en Kotetsu Jeeg.
En 1979, interpretó el papel de Amuro Ray en Mobile Suit Gundam. Si bien la obra en sí fue un gran éxito, el introvertido protagonista Amuro se convirtió en un importante punto de inflexión para Furuya, quien anteriormente había interpretado personajes apasionados en la línea de Hyūma Hoshi. Pertenece a Aoni Production desde 1982. En las décadas de 1980 y 1990, fue un habitual de muchas obras que provocaron fenómenos sociales, como Dragon Ball, Saint Seiya y Sailor Moon.
Desde la década del 2000, han aumentado las oportunidades de aparecer en programas de variedades, principalmente programas relacionados con Gundam. Desde 2012 interpreta el papel de Rei Furuya, un personaje popular de Detective Conan, y en 2022 protagonizó un anime televisivo por primera vez en 14 años en el spin-off del mismo trabajo, Detective Conan: La hora del té de Cero.
En los Seiyu Awards, ganó el premio Kei Tomiyama en 2008 (2° edición), el premio Synergy en 2010 (4° edición) y el premio al actor de reparto en 2019 (13° edición).

## Vida personal
Furuya contrajo matrimonio con la actriz de voz Mami Koyama en 1976; sin embargo, la pareja se divorció siete años después, en 1983. El 23 de marzo de 1985, Furuya nuevamente contrajo matrimonio, esta vez con la seiyū Satomi Majima, con quien tiene una hija nacida el 30 de abril de 1992.
El 22 de mayo de 2024, Furuya publicó una disculpa pública en Twitter (X), confirmando un informe y una entrevista recientes en la revista Shūkan Bunshun en la que se informó que tuvo una relación extramarital con una fan 37 años menor que él durante aproximadamente cuatro y año y medio, hasta septiembre de 2023. Admitió haberla golpeado una vez, además de presionarla para que abortara.

## Filmografía

### Anime
- 21-emon (Wantonaku Kōshaku)
- AKAGI (Narration)
- Akūdai Taisakusen Scramble (Jet)
- Alexander Senki (Filipo)
- Anpanman (Chocolate Man, Poem-san)
- Araiguma Rascal (Tom Thurman)
- Attack No. 1 (Johnny)
- Baki (Narración)
- Black Jack (Dr. Daigo Ōedo)
- Bleach (Shūren)
- Casshern Sins (Casshern)
- Cooking Papa (Toshio Nekkota)
- Cyborg 009 (1979) (Oscar, Chico A)
- D4DJ First Mix (Ryūjin Kofune)
- Dash Kappei (Okita)
- Detective Academy Q (Hitoshi Shinoda)
- Detective Conan (Hiroshi Akimoto, Rei Furuya/ Tōru Amuro/Bourbon)
- Dragon Ball (Yamcha, Kogamera)
- Dragon Ball Z (Yamcha)
- Dragon Ball GT (Yamcha)
- Dragon Ball Kai (Yamcha)
- Dragon Ball Super (Yamcha)
- Dragon Quest (Abel)
- Gintama (General Eren/Elizabeth)
- GeGeGe no Kitarō (1985) (Yoshinaga, Akira, Sarakozo)
- GeGeGe no Kitarō (1996) (Tsuchikorobi)
- GeGeGe no Kitarō (2018) (Ibukimaru)
- Dr. Slump (1997) (Suppaman)
- Esper Mami (Riki Muki)
- Galaxy Express 999 (Zeda)
- Ghost Sweeper Mikami (Elito Kanenaruki)
- Groizar X (Jō Umisaka)
- Great Teacher Onizuka (Suguru Teshigawara)
- Highschool! Kimen-gumi (Harumage Don)
- Hyōga Senshi Gaisragger (Ken Shiki)
- InuYasha Kanketsu-Hen (Perla de Shikon)
- Isekai de Mofumofu Nadenade Suru Tameni Ganbattemasu (Dale)
- Kaizoku Ōji (Kid) (Debut como seiyū)
- Kazoku Robinson Hyōryūki Fushigi na Shima no Furōne (Franz Robinson)
- Kamikaze Kaitō Jeanne (Saegusa, Todaiji Subaru)
- Kimagure Orange Road (Kyōsuke Kasuga)
- Kotetsu Jeeg (Hiroshi Shiba)
- Kyatto Ninden Teyandee (Puma Pochi)
- Kyojin no Hoshi (Hyuma Hoshi)
- Maeterlinck's Blue Bird: Tyltyl and Mytyl's Adventurous Journey (Tyltyl)
- Marco (Manuel)
- Marine Snow no Densetsu (Hiro Umino)
- Marmalade Boy (Shin'ichi Namura)
- Mobile Suit Gundam (Amuro Ray)
- Mobile Suit Zeta Gundam (Amuro Ray)
- Mobile Suit Gundam 00 (Narración, Ribbons Almark[Nota 1])
- Moryô no Hako (el hombre de la caja)
- Nine (Katsuya Niimi)
- Nanako SOS (Shūichi Iidabashi)
- One Piece (Sabo, Daddy Masterson)
- Ore wa Teppei (Yoshiyuki)
- Plawres Sanshiro (Shingu Narita)
- Pocket Monsters: Best Wishes! (Burgh/Camus)
- Sailor Moon (Mamoru Chiba, Tuxedo Kamen)
- Saint Seiya (Pegasus Seiya)
- Saint Seiya Ω (Seiya de Sagitario, Narración)
- Sekaiichi Hatsukoi (Zen Kirishima[Nota 2])
- Shin Taketori Monogatari: 1000-nen Joō (Daisuke Yomori)
- Sket Dance (Enta Hinohara)
- Space Battleship Yamato III (Daisuke Tokugawa)
- Space Carrier Blue Noah (Shin Himoto)
- Stop!! Hibari-kun! (Kōsaku Sakamoto)
- The Big O (Bonnie Fraser)
- Time Bokan (Príncipe Moon)
- Tokusō Kihei Dorvack (Mugen Shinjin)
- Tōshi Gōdean (Ryōma Okamoto)
- Twin Hawks (ふたり鷹) (Taka Sawatari)
- Ultimate Girl (UFOman)
- Urusei Yatsura (1981) (Shingo Oniwaban)
- UFO Robot Grendizer (Kane)
- Video Senshi Laserion (Takashi Katori)
- Yakyūkyō no Uta (Yamai)
- Yatterman (Príncipe Simón, Príncipe, Annie)

### OVAs
- Arcade Gamer Fubuki (Mysterious Person)
- Black Jack (Leslie (joven))
- Kimagure Orange Road (Kyōsuke Kasuga)
- Kyōfu Shinbun (Rei Onigata)
- Kyūkyoku Chōjin R (Tsuyoshi)
- Legend of the Galactic Heroes (Andrew Fork)
- One Pound Gospel (Kosaku Hatanaka)
- Prefectural Earth Defense Force (Hiroaki Narita)
- Sailor Moon series (Mamoru Chiba)
- Saint Seiya: Hades Santuario (Pegasus Seiya)
- Super Dimensional Fortress Macross II: Lovers Again (Feff)
- Urusei Yatsura: Denki Shikake no Oniwaban (Shingo Oniwaban)
- Utsunomiko: Tenjōhen (Utsunomiko)

### Películas
- Yokozawa Takafumi no baai (Zen Kirishima)
- Be Forever Yamato (Daisuke Tokugawa)
- Bleach: Jigoku-hen (Shuren)
- Películas de Dragon Ball (Yamcha)
- Películas de Dragon Ball Z (Yamcha)
- Final Yamato (Daisuke Tokugawa)
- Genma Taisen (Jō Azuma)
- The Legend of Sirius (Sirius)
- Lupin III: Dead or Alive (Panishu)
- Películas de Kyojin no Hoshi (Hyuuma Hoshi)
- Mobile Suit Gundam I (Amuro Ray)
- Mobile Suit Gundam II: Ai · Senshi Hen (Amuro Ray)
- Mobile Suit Gundam III: Meguriai Uchū Hen (Amuro Ray)
- Mobile Suit Gundam: Char's Counterattack (Amuro Ray)
- Mobile Suit Z Gundam: Heirs to the Stars (Amuro Ray)
- Mobile Suit Z Gundam II: Lovers (Amuro Ray)
- Nine (Katsuya Niimi)
- Paprika (Dr. Kosaku Tokita)
- Pokémon The First Movie: Mewtwo Strikes Back (Sorao)
- Queen Millenia (Daisuke Yomori)
- Películas de Sailor Moon (Mamoru Chiba)
- Películas de Saint Seiya (Pegasus Seiya)
- One Piece Film: Gold (Sabo)
- One Piece: Stampede (Sabo)
- Toward the Terra (Tony)
- Super Mario Bros.: Peach-Hime Kyushutsu Dai Sakusen! (Mario)
- Saint Elmo - Hikari no Raihōsha (Issei Yūki)

## Videojuegos
- Series de Another Century's Episode (Amuro Ray)
- Cyberbots: Full Metal Madness (Jin Saotome)
- Dragon Shadow Spell (Suihi)
- Kessen II (Ryūgentoku)
- Menkyo wo Torō! series (Yūichi Amano)
- Mobile Suit Gundam: Climax U.C. (Amuro Ray)
- Mobile Suit Z Gundam (Amuro Ray)
- Mobile Suit Z Gundam: AEUG vs. Titans (Amuro Ray)
- Namco X Capcom (Pac-Man)
- Overdrivin' DX (Narración)
- Saint Seiya Sanctuary Jūnikyūhen (Seiya de Pegaso)
- Sega Rally 2 (Narración)
- Ski Jumping Pairs: Reloaded
- Serie de Super Robot Wars (Amuro Ray, Hiroshi Shiba)
- Jump Force (Sabo)

## Acción real
- Tokyo Defense Command: The Guardman (episode 90, ransom delivery boy)

## Tokusatsu
- GoGo Sentai Boukenger vs. Super Sentai (voz de AkaRed)

## Radio
- Akai Pegasus (Ken Akaba)
- ENEOS Diamond Super Station
- Radio Drama Meltylancer (Kanpachi-sensei)
- Shōnen no Machi ZF (Kenji)

## CD
- Inferious Wakusei Senshi Gaiden: Condition Green (Custer Bennett)
- Koei CD Drama Sangokushi series (Ryūgentoku)
- Rusuden Message Show: Anime Star Hen (CD with answering machine messages on it)
- Slapstick CD Box (PCCG-00744)

## Otros trabajos
- Car Graphic TV (Narración)
- Hokuriki Denryoku (Narración para comerciales)
- Jichael Mackson (Narración para TV)
- Nissan Motors Homepage (Narración para presentación en una sección)

## Doblaje
- Muppet Babies (Scooter)
- The Dark Crystal (Jen)
- The Goonies (1988 TBS edition) (Brandon "Brand" Walsh)
- The Hunter (1982 Fuji TV edition) (Tommy Price)
- Superman: The Movie (1983 TV Asahi edition) (Jimmy Olsen)
- Superman II: The Richard Donner Cut (1984 TV Asahi edition) (Jimmy Olsen)
- Superman III (1985 TV Asahi edition) (Jimmy Olsen)
- The Karate Kid Part II (Daniel LaRusso)